# AN/ALQ-161
Bei dem AN/ALQ-161 (JETDS-Bezeichnung) handelt es sich um ein luftgestütztes militärisches System für Elektronische Gegenmaßnahmen und Elektronische Aufklärung auf kurze, mittlere und große Entfernung. Es wird primär von den US-Konzernen ITT Corporation und Eaton Corporation produziert. 2020 wurde bekannt, dass die L3Harris Technologies einen 70 Millionen USD umfassenden Auftrag bekommt, um das System bis 2025 zu modernisieren, um es weiterhin in den US-Air Force B1- strategischer Langstreckenbombern einsetzen zu können.

## Entwicklung
Das ALQ-161 wurde als Selbstschutzsystem für die B-1A Lancer konzipiert. Die Entwicklung begann Mitte der 1970er Jahre im Auftrag des Strategic Air Command (SAC). Die Anforderungen waren sehr ambitioniert, so dass das ursprüngliche System, welches Mitte der 1980er Jahre eingeführt wurde, nicht den Anforderungen entsprach. Daher wurden 1990 die Anforderungen gesenkt, so dass sie anschließend mit modifizierter Hard- und Software erfüllt werden konnten.
Da die US Air Force die B-1B nach aktueller Planung noch einige Jahrzehnte im aktiven Dienst einsetzen möchte, wird das ALQ-161 ständig modifiziert und verbessert. So hat ITT im Juli 2004 einen Auftrag über 21,3 Mio. US-Dollar erhalten, um moderne Computerkomponenten und neuartige Störverfahren in die vorhandenen Systeme zu integrieren.

## Technik
Das ALQ-161 ist eines der komplextesten Störsysteme für Kampfflugzeuge (Stand 2025). Es besteht aus über 120 austauschbaren Baugruppen und zeichnet sich vor allem durch extremen Energieverbrauch und sehr hohes Gewicht aus. Im Gegenzug kann das System jedoch auch leistungsfähige Radare jeden Typs bereits auf große Entfernung effektiv stören. Die einzelnen Module sind so angeordnet, dass sie den gesamten Luftraum abdecken können. Die Komponenten des ALQ-161 sind hochgradig integriert und arbeiten meist vollautomatisch, wobei diese ursprünglich von einem IBM-AP-101F-Computer kontrolliert wurden, welcher auch im Space Shuttle zum Einsatz kam. Die einzelnen Störmodule sind mit Phased-Array-Antennen ausgestattet, welche die Störsignale binnen Millisekunden präzise auf das Ziel fokussieren können, wodurch die Effektivität um ein Vielfaches gesteigert werden kann, besonders wenn zur Störung das Prinzip des zufälligen Rauschens zum Einsatz kommt. Verbunden sind die vielzähligen Untersysteme durch den MIL-STD-1553-Datenbus. Das ALQ-161 koordiniert auch den Einsatz des AN/ALE-50-Systems, das bei Gefahr einen Schleppköder ausstößt. Dieser sendet eine spezielle elektromagnetische Signatur aus, um radargesteuerte Lenkwaffen vom Trägerflugzeug abzulenken. Des Weiteren wird auch der Abwurf von konventionellen Täuschkörpern vollautomatisch initiiert.
Während der Operation Allied Force im Jugoslawienkrieg 1999 wurden die eingesetzten Maschinen intensiv und zielgerichtet mit sowjetischen SA-6-Flugabwehrraketen beschossen, wobei es zu keinen Verlusten oder Beschädigungen kam. 
2020 wurde bekannt, dass die L3Harris Technologies einen 70 Millionen USD umfassenden Auftrag bekommt, um das System bis 2025 zu modernisieren, um es weiterhin in den B1-Bombern einsetzen zu können.

## Technische Daten
- Gewicht: 2.500 kg
- Frequenzbereich: 0,2–25 GHz
- Energiebedarf: 120 kW